# Apnea centrale nel sonno
L'apnea centrale del sonno o apnea centrale nel sonno è una delle due forme di apnea notturna.

## Apnee nel sonno
Le apnee notturne sono dei disordini del sonno caratterizzati da pause nella respirazione durante il sonno. Questi episodi, per essere definiti tali, devono durare almeno dieci secondi e nei soggetti normali devono comunque essere di numero inferiore a dieci/ora. Vi sono due forme distinte di apnea: centrale ed ostruttiva, (nota in inglese come Obstructive Sleep Apnea Syndrome, conosciuta con la sigla OSAS). Tra le cause vi è l'obesità.
Nella Sindrome obesità-ipoventilazione la respirazione viene interrotta per una mancanza di sforzo nell'Apnea Centrale del Sonno. 
Invece nell'Apnea Ostruttiva del Sonno vi è un blocco meccanico al flusso dell'aria, che è impedito anche se il diaframma ed altri muscoli respiratori esercitano uno sforzo.
Nella Apnea del Sonno Mista, si verificano entrambe le condizioni.
Indipendentemente da queste differenze, l'individuo raramente si rende conto di avere difficoltà di respiro, anche se questa difficoltà lo porta a risvegliarsi. 
L'apnea nel sonno viene riconosciuta come un problema da altri soggetti (come il partner) che testimoniano sulla condizione dell'individuo durante gli episodi, oppure viene sospettata per le varie sequele come il russare, la sonnolenza diurna, l'ipertensione arteriosa.
La diagnosi definitiva di apnea nel sonno viene fatta grazie alla polisonnografia.

## Apnea centrale nel sonno
Nell'apnea centrale del sonno pura, i centri encefalici deputati al controllo della respirazione "si dimenticano" di respirare durante il sonno. Il dormiente smette di respirare e poi ricomincia. Il paziente non fa nessuno sforzo per cercare di sopperire a queste pause nella respirazione: non vi sono movimenti inspiratori volontari né del torace né dell'addome, soltanto un quieto fermarsi. Dopo l'episodio apneico, il respiro può diventare più veloce per un certo periodo di tempo, un meccanismo compensatorio per espellere l'anidride carbonica ritenuta ed assorbire più ossigeno.
Mentre dorme un individuo normale si trova "a riposo", almeno per quanto concerne il carico di lavoro cardiovascolare. In una persona sana, la respirazione durante il sonno è regolare ed i livelli di ossigeno e di anidride carbonica nel sangue rimangono pressoché costanti. L'impulso a respirare è così forte che addirittura gli sforzi volontari e coscienti per trattenere il proprio respiro non riescono a sopprimerlo. Qualsiasi improvvisa diminuzione nella saturazione in ossigeno oppure l'eccesso di CO2 (anche lieve) stimolano fortemente i centri respiratori per indurre l'inspirazione.
Nell'apnea centrale del sonno, i meccanismi di controllo neurologici che stabiliscono il ritmo del respiro funzionano male ed omettono di inviare il segnale ai centri inspiratori, facendo sì che l'individuo salti uno o più atti respiratori. O comunque questi segnali non sono sufficientemente forti in particolari condizioni per muovere l'atto respiratorio (a differenza delle apnee ostruttive, in cui vi è una contrazione per cercare di respirare, qui il corpo non ci prova neanche).
Anche la difficoltà materiale a respirare (e quindi le stesse ostruzioni, le tensioni addominali dell'obesità, ecc) possono esser concause a questo blocco e favorirne l'insorgenza, come nei casi di apnea mista; viceversa a volte vi sono apnee centrali senza che il paziente abbia nessun problema di difficoltà meccaniche nel respiro.
Se la pausa nella respirazione è abbastanza lunga, la percentuale di ossigeno nel sangue diminuirà notevolmente provocando uno stato definito di ipossia, mentre la concentrazione di anidride carbonica salirà oltre la concentrazione normale provocando uno stato di ipercapnia. 
Entrambi questi stati, producono effetti patologici a livello del corpo. Le conseguenze provocate da questa malattia dipendono dalla gravità dell'apnea e dalle caratteristiche fisiologiche della persona che ne soffre. 
Ogni cellula del corpo umano necessita di un apporto costante di ossigeno per vivere e, se la concentrazione di questo gas diminuisce notevolmente e per molto tempo possono intervenire conseguenze quali danno cerebrale e morte. 
L'apnea centrale del sonno è, però, nella maggior parte dei casi, una condizione cronica che provoca effetti non gravi e non vi sono casi certi di morte improvvisa causata solo da essa.
Dipende comunque dalla durata delle pause e dalla conseguente ipossia l'entità del danno e dei rischi correlati. In certi casi l'impulso a respirare è già così ridotto o viene mascherato da problemi meccanici e strutturali (obesità) che rendono difficoltoso l'atto respiratorio, come nei casi di apnea mista, da richiedere l'ausilio di respiratori per permettere la sopravvivenza, ed in certi casi le interruzioni respiratorie intervengono anche durante gli episodi di sonnolenza durante il giorno o addirittura da svegli.
L'ipossia e l'ipercapnia presentano svariati effetti sull'organismo umano. La frequenza cardiaca aumenta, a meno che non ci siano patologie concomitanti talmente gravi a carico del muscolo cardiaco o del sistema nervoso autonomo tali da rendere impossibile questo aumento compensatorio.
Ma sono anche possibili episodi di bradicardia grave (meno di 40 pulsazioni al minuto), ipotermia ed altre forme correlate alla riduzione compensativa del metabolismo.
Le aree più translucide del corpo diventano cianotiche, effetto dovuto alla carenza di ossigeno nel sangue.
Mentre tra i pochi farmaci che sembrano produrre risultati vi sono degli stimolatori del centro respiratorio e la teofillina (vedi la sezione Farmaci nella pagina Sindrome delle apnee ostruttive nel sonno) e forse anche teina e caffeina, qualsiasi agente che deprima
i centri nervosi del respiro può peggiorare il quadro e aumentare la frequenza e la durata degli episodi.
Il sovradosaggio di farmaci o droghe che sono depressori respiratori (come eroina o altri oppiacei) possono uccidere indebolendo l'attività dei centri respiratori superiori. Nell'apnea centrale del sonno, il solo effetto del sonno può rimuovere lo stimolo del cervello a respirare. Anche in casi gravi di apnea centrale del sonno, l'effetto quasi sempre è rappresentato da pause che rendono il respiro irregolare più che dall'arresto totale del respiro, perché di norma, dopo alcuni minuti, l'aumento di anidride carbonica o, al limite, il senso di mancamento che sopraggiunge, provocano il risveglio parziale o completo del paziente che iperventila (a volte anche coscientemente).
Molto spesso i soggetti che soffrono di apnee centrali manifestano anche respiro corto o irregolare durante la veglia e non hanno una cadenza "automatica" e regolare degli atti respiratori. Ciò accade non soltanto nel caso di pazienti con difficoltà fisica a respirare come gli obesi, ma anche per ragioni nervose o psichiche, ad esempio in pazienti con problemi psicosomatici, eccessiva interazione tra mente e sistemi di controllo neurovegetativo o a persone abituate per varie ragioni a controllare volontariamente il respiro (ex-sportivi, sub praticanti apnee) per cui questa capacità è divenuta una tara.
Nelle situazioni appena descritte l'impulso automatico al respiro viene indebolito anche dalla consuetudine a controllarlo volontariamente; se a ciò si aggiunge che in casi di difficoltà a respirare per problemi anche meccanici (obesità, tensioni addominali, ostruzioni, concomitanti apnee ostruttive, asma) in cui lo sforzo è maggiore, l'impulso vegetativo al respiro incontra ulteriori ostacoli a manifestarsi, si riesce a capire l'eziologia di molti casi misti sinora non spiegati. In tutti questi casi infatti durante la veglia vi è un frequente intervento volontario per supplire alla mancanza di ossigeno (respiro "corto"), i cosiddetti "sospiri".. o anche solo per un'abitudine sbagliata a controllare il respiro (più o meno consapevolmente). Quando all'addormentamento viene a mancare tale controllo cosciente, se l'impulso automatico non è abbastanza forte, non riesce a supplire subito, determinando così delle pause in fase di appisolamento, oppure la frequenza e la profondità degli atti respiratori è comunque insufficiente rispetto alle esigenze di ossigenazione come avveniva durante la veglia e in entrambi i casi si ha un'ipossia con i problemi già descritti prima.
Nei casi gravi occorre subito un ausilio meccanico che riduca i problemi di "forza" dell'atto respiratorio (oltre a cercare di rimuovere le cause della difficoltà) per agevolare il naturale ritmo respiratorio e che all'occorrenza intervenga se questo si arresta stimolandolo e "spingendolo" (pompando aria o depressione) e così supplisca anche alla mancanza dello stimolo, come un respiratore BI-PAP (N.B. non va bene il C-PAP che serve per le apnee SOLO ostruttive) o nei casi più gravi un ventilatore vero e proprio.
Può sempre essere utile una stimolazione del centro respiratorio, ma nei casi citati di "abitudine al controllo volontario" per ragioni psicosomatiche o problemi neurologici, gli stimolanti vanno usati con cautela perché è necessario invece produrre un rilassamento sul controllo volontario in modo che possa riemergere l'impulso naturale ciclico al respiro involontario del sistema neurovegetativo che la consuetudine a controllarlo tende a mascherare (e quindi uno stimolante non deve accentuare lo stato di "veglia" centrale).
In questi casi possono adiuvare farmaci anti-somatizzanti, tecniche di rilassamento e anche la "sonnolenza" cioè addormentarsi in uno stato di sopore e con "molto sonno" può aiutare.
Invece questo tipo di apnee centrali aumentano se si va a letto senza aver sonno oppure tesi o avendo preso degli eccitanti, o anche molto stanchi fisicamente (ma non assonnati - il classico caso "sono così stanco che non ho più sonno") dopo aver lavorato tutta la notte e coricandosi nelle ore del mattino dopo le 5 quando l'orologio biologico è in fase di "risveglio" e i tassi di serotonina sono in calo.
Così pure le sostanze vagotoniche possono inibire il riflesso neurovegetativo automatico di origine simpatica e peggiorare il disturbo.
Forse la somministrazione di serotonina o di simpaticomimetici in questi casi può essere di qualche aiuto.
Nei casi più gravi vi sono poi le apnee centrali dovute a Ipoventilazione alveolare primitiva o Sindrome da ipoventilazione centrale congenita (Congenital Central Hypoventilation Syndrome-CCHS) o maledizione di Ondine che possono esser dovute alla
mutazione di un gene oppure a lesioni traumatiche o patologiche del sistema spinale o di
parti del cervello e per cui non vi è cura, si trattano con respiratori BI-PAP o stimolatori pacemaker interni impiantati chirurgicamente oppure con ventilatori collegati
in tracheotomia.